# Hawking (téléfilm)
Pour les articles homonymes, voir Hawking.
Hawking (La tête dans les étoiles) est un téléfilm britannique réalisé par Philip Martin d'après un scénario de Peter Moffat (en), et diffusé sur BBC Two en 2004.

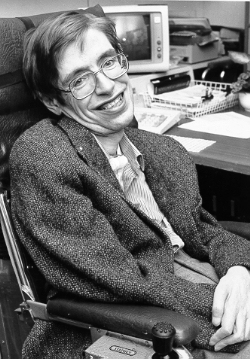
Stephen Hawking

Il est diffusé sur Arte le 10 décembre 2004, ainsi que le 16 mars 2018 en hommage à Stephen Hawking mort deux jours auparavant. 

## Synopsis
Hawking narre la jeunesse et les débuts du physicien Stephen Hawking à l'université de Cambridge. Deux ans seulement après le diagnostic de dystrophie musculaire (sclérose latérale amyotrophique) évolutive, il poursuit les travaux d'Einstein et démontre que la théorie de la relativité implique que l'espace et le temps ont eu un commencement, le Big Bang, et une fin, les trous noirs.

## Distribution
- Benedict Cumberbatch (V.F. : Damien Witecka) : Stephen Hawking
- Michael Brandon (V.F. : Vincent Violette) : Arno Penzias
- Tom Hodgkins (V.F. : Denis Boileau) : Robert Wilson
- Lisa Dillon (en) (V.F. : Barbara Kelch) : Jane Wilde
- Phoebe Nicholls : Isobel Hawking
- Adam Godley (V.F. : Guy Chapellier) : Frank Hawking
- Peter Firth (V.F. : Philippe Ogouz) : Sir Fred Hoyle
- Tom Ward (en) (V.F. : François Dunoyer) : Roger Penrose
- John Sessions (V.F. : Michel Dodane) : Dennis Sciama
- Alice Eve : Martha Guthrie

## Distinctions
Hawking a été nommé au British Academy Television Award du meilleur téléfilm dramatique en 2005. Benedict Cumberbatch remporte la Nymphe d'or au Festival de télévision de Monte-Carlo, et est nommé au British Academy Television Award du meilleur acteur, remporté par Rhys Ifans dans Not Only But Always (en).